# Сент-Антони-Виллидж (город, Миннесота)
Сент-Антони-Вилледж (англ. Saint Anthony Village) — город в округах Хеннепин, Рамси, штат Миннесота, США. На площади 6,1 км2, согласно переписи 2000 года, проживают 8012 человек. Плотность населения составляет 1356 чел./км2.
- Телефонный код города — 612
- Почтовый индекс — 55401 — 55487